# Casa Liori
La Casa Liori és una casa del municipi de Gandesa (Terra Alta) inclosa en l'Inventari del Patrimoni Arquitectònic de Catalunya.

## Descripció
És una construcció amb tres façanes en estat molt dolent on es poden veure les diverses actuacions al llarg dels anys. L'original Casa Liori fou del segle xv o XVI, apreciable encara a la part baixa de l'edifici amb esplèndids carreus, diverses portes d'accés essent la principal al carrer Carnisseries, d'arc de mig punt dovellat amb guardapols i impostes. Una cornisa separa dels pisos superiors de pedra foc treballada, reforços de carreu amb finestres i balcons molt alterats. Entre el segon i tercer pis encara es veien trossos de cornisa, no ja de pedra sinó de maó. A l'angle del carrer Mossèn Manyà i Serrano Sunyer es troben els escuts d'armes dels Liori.

## Història
Els Liori venen de l'Aragó o Navarra i un d'ells fou Castellà d'Emposta el 1380, un nebot seu sembla que establí la rama dels Liori a Gandesa, que a part de la seva casa pairal van posseir moltes terres dels voltants. Al segle xviii passa la casa a la Família Manyà.